# إيميرالد
إيميرالد هي بلدة، في أستراليا، تقع في كوينزلاند، هي عاصمة Central Highlands Region ‏، بلغ عدد سكانها 14,356  نسمة وذلك حسب إحصائيات سنة 2016، رمزها البريدي هو 4720.

## المناخ
يظهر الجدول التالي التغييرات المناخية على مدار السنة لإيميرالد:
| البيانات المناخية لـإيميرالد      | البيانات المناخية لـإيميرالد | البيانات المناخية لـإيميرالد | البيانات المناخية لـإيميرالد | البيانات المناخية لـإيميرالد | البيانات المناخية لـإيميرالد | البيانات المناخية لـإيميرالد | البيانات المناخية لـإيميرالد | البيانات المناخية لـإيميرالد | البيانات المناخية لـإيميرالد | البيانات المناخية لـإيميرالد | البيانات المناخية لـإيميرالد | البيانات المناخية لـإيميرالد | البيانات المناخية لـإيميرالد |
| الشهر                             | يناير                        | فبراير                       | مارس                         | أبريل                        | مايو                         | يونيو                        | يوليو                        | أغسطس                        | سبتمبر                       | أكتوبر                       | نوفمبر                       | ديسمبر                       | المعدل السنوي                |
| --------------------------------- | ---------------------------- | ---------------------------- | ---------------------------- | ---------------------------- | ---------------------------- | ---------------------------- | ---------------------------- | ---------------------------- | ---------------------------- | ---------------------------- | ---------------------------- | ---------------------------- | ---------------------------- |
| الدرجة القصوى °م (°ف)             | 48.6 (119.5)                 | 44.8 (112.6)                 | 42.9 (109.2)                 | 38.1 (100.6)                 | 33.5 (92.3)                  | 31.7 (89.1)                  | 32.8 (91.0)                  | 38.2 (100.8)                 | 39.7 (103.5)                 | 41.7 (107.1)                 | 44.6 (112.3)                 | 46.2 (115.2)                 | 48.6 (119.5)                 |
| متوسط درجة الحرارة الكبرى °م (°ف) | 34.2 (93.6)                  | 33.2 (91.8)                  | 32.0 (89.6)                  | 29.4 (84.9)                  | 25.7 (78.3)                  | 22.7 (72.9)                  | 22.4 (72.3)                  | 24.8 (76.6)                  | 28.3 (82.9)                  | 31.6 (88.9)                  | 33.7 (92.7)                  | 34.8 (94.6)                  | 29.4 (84.9)                  |
| متوسط درجة الحرارة الصغرى °م (°ف) | 21.7 (71.1)                  | 21.0 (69.8)                  | 19.4 (66.9)                  | 15.7 (60.3)                  | 11.5 (52.7)                  | 8.4 (47.1)                   | 6.9 (44.4)                   | 8.1 (46.6)                   | 11.8 (53.2)                  | 16.0 (60.8)                  | 18.9 (66.0)                  | 20.4 (68.7)                  | 15.0 (59.0)                  |
| أدنى درجة حرارة °م (°ف)           | 7.8 (46.0)                   | 6.7 (44.1)                   | 7.2 (45.0)                   | 0.0 (32.0)                   | −1.2 (29.8)                  | −3.9 (25.0)                  | −5.6 (21.9)                  | −3.6 (25.5)                  | −2.2 (28.0)                  | 2.2 (36.0)                   | 1.8 (35.2)                   | 7.2 (45.0)                   | −5.6 (21.9)                  |
| معدل هطول الأمطار مم (إنش)        | 103.4 (4.07)                 | 99.7 (3.93)                  | 69.3 (2.73)                  | 35.9 (1.41)                  | 35.2 (1.39)                  | 33.9 (1.33)                  | 28.8 (1.13)                  | 20.7 (0.81)                  | 25.3 (1.00)                  | 39.2 (1.54)                  | 58.8 (2.31)                  | 91.0 (3.58)                  | 641.2 (25.23)                |
| متوسط الأيام الممطرة (≥ 0.2mm)    | 8.3                          | 7.7                          | 6.1                          | 3.8                          | 3.7                          | 3.3                          | 3.2                          | 2.8                          | 2.8                          | 4.6                          | 5.8                          | 7.4                          | 59.5                         |
| المصدر: Bureau of Meteorology     |                              |                              |                              |                              |                              |                              |                              |                              |                              |                              |                              |                              |                              |

## أعلام
- سونيا ميلز
- ميتشل لانغيراك
- كاميرون وليامز